# Николај Лобачевски
Николај Иванович Лобачевски, (рус. Лобачевский Николай Иванович; Новгород, 20. новембар 1793.јк/1. децембар, Новгород - 12. фебруар 1856.јк/24. фебруар, Казањ), руски математичар; син архитекте, рођен у Новогордској области, поставио темеље нееуклидске геометрије.

## Живот
Николај Лобачевски је рођен у граду Нижњи Новгород у Руском царству (сада у Нижегородској области, Русија) 1792. године у  породици пољског порекла, од оца Ивана Максимовича Лобачевског и мајке Прасковије Александровне Лобачевске. Он је био једно од троје деце. Када му је било седам година, његов отац, службеник у геодетској канцеларији, умро је, а Николај се преселио са мајком у Казањ. Лобачевски је похађао Казањску гимназију од 1802. године, матурирао је 1807, а затим је добио стипендију на Казањском универзитету, који је био основан само три године раније, 1804.
Када му је било шест година, Лобачевском је умро отац и пошто је његова мајка породицу преселила у Казањ, тамо је 1807. похађао новоотворени универзитет. Студије завршава 1811, доцент постаје 1814, ванредни професор 1816, редовни 1822, а 1827. постаје ректор што остаје све до пензионисања. Његова влада га је одликовала, али је 1846, из нејасних разлога, пао у немилост; тада се пензионише из здравствених разлога.
За живота, Лобачевски је као и Коперник, био непознат и непризнат чак и у својој домовини. Познати немачки математичар Гаус, једини је обратио пажњу на његова велика открића и помагао његов избор за дописног члана Научног удружења у Гетингену. Али тек када је након Гаусове смрти објављено да је он прихватао теорије и достигнућа Лобачевског, тада је изненађена математичка јавност први пут чула за име великог руског математичара.

## Дело
Лобачевски је аутор једног поступка за нумеричку апроксимацију корена алгебарске једначине. На западу је овај поступак познат под именом метода Данделин-Графе, али га руска школа математике ипак зове по Лобачевском. Лобачевски је такође дефинисао функцију као однос између два скупа реалних бројева (Дирихле даје исту дефиницију независно нешто касније).
У својој књизи Геометрија из 1823. године он систематски проучава последице постојања геометрије без V Еуклидовог постулата. Међутим исте године, потпуно независно од њега, млади Јанош Бољаи (Bolyai, 1802-1860) написао је у једном писму да је дошао до занимљивих открића, али које ће први пут објавити у књизи тек 1831. Зна се и да је велики Гаус истраживао дотичну област, баш као и Јаношев отац Фаркаш (на немачком Волфганг) који је записао да је то „мртво море по коме је и он сам безуспешно пловио“. Прво објављено дело у коме је целокупна теорија представљена је рад Лобачевског објављен у Казањском гласнику 1829. године. Пошто је ова публикација била локалног карактера, а Императорска академија наука у Санкт Петербургу није желела објавити рад (чему је значајно допринео Остроградски) то је овај рад остао непознат све до објављивања у Паризу 1837.
Један од популарних интерпретација Еуклидовог петог постулата гласи
 Еуклидов постулатКроз тачку ван праве се може повући тачно једна права паралелна са том правом.
Последица овог постулата је и да је збир угла у троуглу једнак збиру два права угла, да важи Питагорина теорема и још много тригонометријских идентитета. Све ово је указивало да је овај постулат тежак за доказивање, али је стваран и очигледан.
Било је распрострањено мишљење да Еуклидова геометрија адекватно описује свет и универзум. 
Геометрија Лобачевског прихвата све остале Еуклидове постулате, сем петог, односно уместо петог Еуклидовог даје свој постулат који гласи
 Постулат ЛобачевскогКроз тачку ван праве постоје бар две праве које су паралелне са том правом.
Колико год изгледало чудно, Лобачевски је доказао да овако добијена геометрија јесте могућа, па је извео низ теорема који важе у новој геометрији и користећи математички апарат први пут показао да је могуће искључиво математичком логиком доказати постојање потпуно другачијег (нама страног) света, иако нисмо у стању да га својим чулима спознамо, па нам је чак и имагинацији далек.
За ову Геометрију Лобачевског, коју је сам Лобачевски, за разлику од „обичне“ или Еуклидове геометрије, назвао „имагинарна геометрија“ касније су, међутим, створени и модели очигледног представљања, као што су Клајнов модел, Поенкареов диск или Поенкареова полураван који су названи према именима њихових аутора, математичара Феликса Клајна и Анрија Поенкареа. Такође, мада припада једној другој врсти нееуклидске геометрије, очигледном представљању нееуклидске геометрије допринео је и сферни модел Бернхарда Римана у којем је нееуклидска раван представљена сфером, а нееуклидске праве су велике кружнице ове сфере (на пример меридијани исцртани на глобусу). Иначе, Риманова геометрија разликује се од Геометрије Лобачевског по томе што се у њеном петом постулату тврди да се кроз тачку изван дате праве не може повући ни једна права која не сече ту праву, односно која би са њом била паралелна. 
Лобачевски је упорно радио на популаризацији својих резултата, али је ипак дочекао да умре непризнат. Величине као Остроградски или Лежандр су биле непремостива препрека.

## Епилог
Риман у свом предавању из 1854. године утемељује нову геометрију и дефинише n-димензионе просторе, али још ни он не успева да докаже логичку непротивречност. Италијански математичар Белтрами 1868. године доказује независност петог постулата од претходна четири, а коначно немачки математичар Феликс Клајн доказује почетком двадесетеог века да је једна геометрија непротивречна ако и само ако је то случај и са другом.
Еуклидска геометрија и геометрија Лобачевског су еквиконзистентне.
Другим речима, с математичке тачке гледишта ове две геометрије су равноправне.
Рад Лобачевског је широко прихваћен као значајан тек када је Ајнштајнова општа теорија релативности показала да је просторно-временска геометрија нееуклидска; она је такође припремила пут за Риманову и Клајнову систематску експлоатацију нееуклидске геометрије. На еуклидску геометрију се данас гледа као на специјалан случај, адекватан за све свакодневне сврхе, у оквиру општијег система.
Чини се да је енглески математичар Вилијам Клифорд најбоље описао колики је филозофски и научни допринос оригиналног открића Лобачевсковог када је рекао: Оно што је Весалије био Галену, Коперник Птолемеју, то је Лобачевски Еуклиду.